# Jezioro Trzechowskie
Jezioro Trzechowskie (Czechowskie) – przepływowe jezioro wytopiskowe na północnym krańcu Borów Tucholskich w powiecie starogardzkim województwa pomorskiego, na obszarze Kociewia. Linia brzegowa jeziora charakteryzuje się wysokim stopniem zalesienia. Nad północnym brzegiem znajduje się niestrzeżone kąpielisko sezonowe.
Ogólna powierzchnia: 76,97 ha